# Aleksiej Gawryłow
Aleksiej Olegowicz Gawryłow, ros. Алексей Олегович Гаврилов (ur. 20 października 1960 w Moskwie) – rosyjski szachista, arcymistrz od 2010 roku.

## Kariera szachowa
Pierwsze sukcesy szachowe zaczął odnosić pod koniec lat 80. XX wieku. W 1989 r. podzielił II m. (za Andriejem Szczekaczewem, wspólnie z Michaiłem Perelshteynem) w Moskwie. W 1992 r. odniósł największy sukces w karierze, zdobywając złoty medal w pierwszych po rozpadzie Związku Radzieckiego indywidualnych mistrzostwach Rosji, rozegranych w Orle. W tym samym roku samodzielnie zwyciężył w kolejnym turnieju w Moskwie. W 1995 r. podzielił IV m. (za Siergiejem Mowsesjanem, Robertem Tibenskym i Arturem Koganem) w międzynarodowych mistrzostwach Słowacji w Trenczynie, natomiast w 1996 r. zwyciężył (wspólnie z Babakulim Annakowem) w Moskwie. W 2001 r. podczas otwartego turnieju w Pardubicach wypełnił pierwszą normę arcymistrzowską, podzielił również I m. (wspólnie z Rufatem Bagirowem) w memoriale F.Pripisa w Moskwie. W 2004 r. podzielił I m. w turnieju Proclient Cup w Ołomuńcu. W 2005 r. w Kazaniu podczas półfinału mistrzostw Rosji wypełnił drugą normę na tytuł arcymistrza. W 2006 r. zwyciężył w turniejach Summer IM A Inline w Ołomuńcu oraz V Cerrado Escuela w Pontevedrze. W 2008 r. zwyciężył w Eforie oraz podzielił I m. (wspólnie z Andrijem Zontachem) w Lipiecku. W 2009 r. zwyciężył w turnieju z cyklu World Chess Tour w Moskwie (wypełniając trzecią arcymistrzowską normę), natomiast w 2010 podzielił I m. (wspólnie z Maksimem Turowem) w Eforie. Na przełomie 2011 i 2012 r. zwyciężył (wspólnie z Jackiem Tomczakiem) w cyklicznym turnieju Cracovia w Krakowie.
Najwyższy ranking w dotychczasowej karierze osiągnął 1 lipca 2007 r., z wynikiem 2512 punktów zajmował wówczas miejsce 116. wśród rosyjskich szachistów.